# Unió Regionalista
Unió Regionalista fou un grup polític creat a Barcelona el 18 d'octubre de 1899 a partir de la Junta Regional Organizadora de las Adhesiones de suport al general Polavieja, quan el govern central de Francisco Silvela es negà a atendre les demandes regionalistes, tot i nomenar ministre Manuel Duran i Bas. El 1901, després d'intenses negociacions entre Enric Prat de la Riba i Josep Puig i Cadafalch amb els dos caps de la Unió, Bartomeu Robert i Yarzábal i Miquel Arcàngel Fargas i Roca, hom aconseguí la unió amb el Centre Nacional Català i aparegué un nou partit, la Lliga Regionalista.
Fracassada l'aventura política del regeneracionisme polavieja i la temptativa de compromís amb el partit conservador silvelista, la <<Junta Regional d'adhesions al programa del general Polavieja>> havia de desaparèixer o de reconvertir-se, si no els objectius polítics més generals, almenys en la seva estratègia i la seva direcció política, així com el nom.
Els seguidors de Polavieja a Catalunya van formar la Unió Regionalista. No eren pas nacionalistes, sinó, simplement, industrials descontents per l'abandonament en què es consideraven per causa de l'acció –o la inacció- del Govern. Bé que no era només l'abandonament de qualsevol projecte constructiu allò que el movia; sentien també que, per a llurs afanys i possibilitats d'expansió i readaptació en un país que havia perdut les seves darreres colònies, el règim polític imperant era com una cuirassa que per llurs iniciatives, ni feia ni deixava fer. La seva única funció semblava que fos la percepció d'impostos.
Aquests dos punts: crítica a la política i, per extensió, al règim existent, d'una banda, i confiança en les seves pròpies forces per assolir una situació més favorable, d'altra banda, eren la base que impulsava la burgesia catalana a plantejar una lluita política tenaç per aconseguir la reforma de l'Estat o, almenys, l'autogovern. Això la portava a desenrotllar una política diferent de l'oficial, geogràficament aïllada, objectivament rebel; en darrera instància, bé que potser de manera no plenament conscient, portava la burgesia a fer una política particularista.
En aquesta situació s'arribà a l'entesa política amb els homes del Centre Nacional Català que, poc després, el 1901, els oferiren una tàctica i una ideologia. El primer efecte d'aquesta entesa fou la catalanització del nom de l'entitat, que passà a denominar-se Unió Regionalista i que es constituí prescindint de tota direcció política.
Els noms que integraven la Unió Regionalista tenien un fort prestigi ciutadà i llur pes social i econòmic era molt considerable: Lluís Ferrer-Vidal i Soler, Albert Rusiñol i Prats, Manuel Raventós i Domènech, Ignasi Joan i Girona, Bartomeu Robert, Miquel A. Fargas, etc. El seu secretari, el futur secretari vitalici de la Lliga Regionalista i director de les seves eleccions, era Ferran Agulló i Vidal.
El 27 de gener de 1900 la Unió celebra Junta general per a la modificació dels seus Estatuts. L'article 1 declarava que l'objectiu de la Unió Regionalista «serà treballar per tots els medis legals, dintre de la unitat de l'Estat espanyol per l'autonomia política i administrativa de les regions». «La diferència més sensible que hi ha entre el nou programa de la “Unió Regionalista” i el nostre programa catalanista –deia “La Veu de Catalunya”- és que en el primer no s'admet resoltament l'oficialitat de la llengua catalana dintre de Catalunya, sinó la cooficialitat d'aquesta.». Com a programa, els ex-polaviejistes van adoptar les sol·licituds presentades en el Missatge a la Reina Regent Maria Cristina dels cinc presidents del 14 de novembre de 1898.
L'any 1900 és marcat per una actuació molt pròxima i unes relacions personals i polítiques molt estretes amb els homes del Centre Nacional Català. Així, com a conseqüència d'aquesta vinculació, van decidir presentar-se conjuntament a les noves eleccions de diputats a Corts de 1901, i unificar totes dues forces en una única entitat. Per això van haver d'acceptar l'autonomia política total de Catalunya, si bé es van fer algunes transaccions, més de forma que de fons. Però ja l'autonomia era un desig dels seus membres, com hem vist, al qual havien arribat a través de l'autonomia econòmica i de la petició de reformes institucionals. Només dos vots es van oposar a l'autonomia política total: el de Joan Sallarès i Pla i el de Josep Bertran i Musitu.

## La constitució de la Lliga Regionalista
Per a poder apreciar les bases socials de la Lliga Regionalista, vegem-ne primer el punt d'arrencada, els nuclis fundacionals, i, a partir d'aquests, els pilars socials on s'anirà situant el partit.
- (a) El Centre Nacional Català era, com ja ho hem assenyalat, un nucli format essencialment per polítics joves, la majoria trobant-se deslligats de l'aparell polític de la Restauració, que aportaven els gèrmens d'una nova síntesi ideològica del catalanisme i una nova estratègia. Procedents, els uns, del possibilisme, i els altres del catalanisme tradicionalista, tots posseïen intensos lligams amb els medis econòmics barcelonins, i molts d'ells tenien entroncament de tipus familiar amb interessos rurals.

- (b) La Unió Regionalista era essencialment un nucli burgès, integrat principalment per industrials d'un considerable poder econòmic, i amb una indubtable vocació dirigent, bé purament econòmica bé política.

- (c) En tots dos grups hi havia homes que pertanyien a professions liberals, de més prestigi i representació ciutadana els de la Unió, però més joves i més vocacionalment polítics els del Centre. Aquests estaven relacionats íntimament per llur professió (advocats, metges, arquitectes, especialment) amb els grups burgesos i de propietaris de Barcelona.

- (d) Tots dos grups influïen, bé que possiblement molt més la Unió Regionalista, especialment a través de les corporacions professionals, en una amplia massa de comerciants, que es trobaven en una posició larvada de rebel·lia, fins i tot després del tancament de caixes.

- (e) A aquells dos grups es van unir, a través de l'un o de l'altre, o directament al grup resultant de llur fusió, alguns polítics que havien fet les primeres armes electorals dins el règim establert, especialment amb el partit conservador. La majoria tenia llur força en les comarques i dominaven un districte electoral, utilitzant els mitjans normals de control: el caciquisme. Representaven el conjunt dels interessos dominants en aquest, tant els industrials com els agraris o els simplement ideològics. Pompeu Gener ho confirma netament: <<Este grupo (la Lliga Regionalista) es numeroso y audaz, eminentemente politico, pues muchos de sus adeptos han militado en otros partidos españoles, especialmente en los dinásticos.>> Aquest grup, injustament oblidat en parlar dels nuclis integrats en la Lliga Regionalista, té una gran importància perquè permet a la Lliga obtenir uns feus polítics on fincar-se, i li aporta el suport parcial, però amb el temps creixent, dels propietaris rurals.

- (f) Al mateix temps, comparteix amb el carlisme el suport de la clerecia que, tot mantenint-se a part de l'organització, li aportà un ajut substancial i amb el temps cada vegada més ferm, a mesura que noves generacions de sacerdots substituïen les antigues, i que el Vaticà anava acceptant nous horitzons polítics.

- (g) Com a conseqüència del fet anterior, va rebre també el suport, de primer tènue, i a mesura que augmentava el seu enfrontament amb els laïcistes republicans més intens, d'una àmplia base de catòlics, d'origen social molt divers, però que acceptaven el catalanisme mentre fos conservador i defensor dels principis religiosos.

El pes específic d'aquests grups segons les zones i segons les èpoques, i també segons la densitat numèrica de les diverses capes i classes. Així, llur penetració es produirà seguint aquests filons, i els intents de sortir-ne i d'assolir-ne d'altres toparan amb la ràpida expansió de la Unió Republicana i posteriorment de l'esquerra catalanista. Sense ponts socials o ideològics amb aquestes, l'expansió de la Lliga Regionalista restarà frenada en els nuclis indicats, i així es convertirà socialment en un partit conservador, amb algunes oscil·lacions al centre.
Ametla considera que la Lliga Regionalista aplegava zones autènticament reaccionàries i zones ultraconservadores, les primeres nodrides per sectors rurals, clergues i grans hereus de pagès, que tant s'atragué la Lliga; les segones, pels representants del món del negoci se li infiltraren. És clar, també, que en els seus començos apareixia tancada i poc resclosida, o almenys ho semblava als qui n'érem adversaris. Però res d'això no fou la veritable cara de la Lliga, considerada en el conjunt dels trenta anys d'actuació. Vista així, apareix com una força conservadora de to liberal, que en amplitud d'esperit no té parella a Espanya i que no faria mal paper a l'Europa d'aquell temps(...) No, dins del nostre país, la Lliga no fou reaccionària. I és que, cosa que potser oblida en la seva caracterització social Ametlla, la Lliga era dirigida des de Barcelona i per uns polítics de mentalitat més evolucionada que la mitjana dels nuclis rurals o purament industrials, i que, a més, per pragmatisme i/o per ideologia havien captat les masses políticament centristes (comerciants, petita burgesia, artesans, empleats, etc.) si volien aconseguir o conservar la majoria. Així, per exemple, a Barcelona la Lliga es nodria i actuava com un centredreta; a Terrassa, per la força del caciquisme, era en realitat un centreesquerra, i, al contrari, a Vic i a Tarragona es presentava clarament com una dreta.
Per la mateixa amplitud del partit i pels distints nivells de desenvolupament econòmic i social de Catalunya, així per les mateixes característiques del seu naixement, trencat i assimilat progressivament les bastides polítiques de la dreta, la Lliga presentava en les diferents zones diverses posicions i diversos continguts socials. Perquè, tot i la industrialització que s'havia produït en l'àrea catalana al llarg del segle xix i que l'havia convertida en l'àrea burgesa per antonomàsia d'Espanya.
En un altre aspecte, Pla ens parla, des d'un prisma possiblement més institucional que social, dels diversos corrents que s'integren en la naixent Lliga Regionalista: el filó de l'Ateneu (format especialment per intel·lectuals i professionals, més oberts a posicions liberals), filó del polaviejisme (constituït per la burgesia industrial), el filó del Doctor Robert (format especialment per polítics i homes de significació social lligats al conservadorisme tènuement regionalista), el filó dels comerciants (derivat del moviment del tancament de caixes) i el filó dels fabricants (procedents i dirigits per Foment del Treball Nacional).